# Tomoyoshi Tsurumi
Tomoyoshi Tsurumi (født 12. oktober 1979) er en tidligere japansk fodboldspiller.
Han har spillet for flere forskellige klubber i sin karriere, herunder Ventforet Kofu og Shimizu S-Pulse.